# Convair XF-92
Convair XF-92 là một mẫu máy bay cánh tam giác của Hoa Kỳ. Nó được sử dụng làm máy bay tiêm kích đánh chặn phòng thủ. Ngoài ra còn có các thiết kế cánh tam giác sau F-102 Delta Dagger, F-106 Delta Dart, B-58 Hustler, F2Y Sea Dart và FY Pogo.

## Quốc gia sử dụng
Hoa Kỳ
- Không quân Hoa Kỳ

## Tính năng kỹ chiến thuật (XF-92A)
Dữ liệu lấy từ Fighters of the United States Air Force
Đặc điểm tổng quát
- Tổ lái: 1
- Chiều dài: 42 ft 6 in (12,99 m)
- Sải cánh: 31 ft 4 in (9,55 m)
- Chiều cao: 17 ft 9 in (5,37 m)
- Diện tích cánh: 425 ft² (39,5 m²)
- Trọng lượng rỗng: 9.078 lb (4.118 kg)
- Trọng lượng có tải: 14.608 lb (6.626 kg)
- Động cơ: 1 × Allison J33-A-29 , 7.500 lbf (33,4 kN)

 Hiệu suất bay 
- Vận tốc cực đại: 718 mph (624 knot, 1.160 km/h)
- Trần bay: 50.750 ft (15.450 m)
- Vận tốc leo cao: 8.135 ft/phút (41,3 m/s)
- Tải trên cánh: 34 lb/ft² (168 kg/m²)
- Lực đẩy/trọng lượng: 0,51